# Pleurogonium gordeevae
Pleurogonium gordeevae är en kräftdjursart som beskrevs av Oleg Grigor'evich Kussakin1962. Pleurogonium gordeevae ingår i släktet Pleurogonium och familjen Paramunnidae. Inga underarter finns listade i Catalogue of Life.